# Henry Domercant
Henry Domercant (ur. 30 grudnia 1980 w Chicago) – amerykański koszykarz, występujący na pozycji rzucającego obrońcy, aktualnie asystent trenera w drużynie G-League – Windy City Bulls.
4 sierpnia 2017 podpisał umowę z rumuńskim UBT Kluż-Napoka.

## Osiągnięcia
Na podstawie, o ile nie zaznaczono inaczej.
NCAA
- Uczestnik turnieju NCAA (2001)
- Mistrz turnieju konferencji Ohio Valley (2001)
- Zawodnik roku konferencji Ohio Valley (OVC – 2002)[4]
- Zaliczony do I składu konferencji OVC (2001–2003)
- Lider[5]:
  - strzelców konferencji OVC (2002 – 26,4, 2003 – 27,9)
  - konferencji OVC w skuteczności rzutów wolnych (2002 – 89,1%)
  - konferencji OVC w skuteczności rzutów za 3 punkty (2001 – 44,1%, 2002 – 38,7%)
- Wicelider strzelców NCAA (2003)

Drużynowe
- Mistrz:
  - Włoch (2009, 2010)
  - Turcji (2005, 2013)
- Wicemistrz:
  - VTB (2012)
  - Turcji (2006, 2014)
  - Grecji (2007)
- Brąz:
  - Eurocup (2008)
- Zdobywca:
  - pucharu:
    - Rosji (2011)
    - Włoch (2009, 2010)
    - Turcji (2006)

  - superpucharu Włoch (2008, 2009)
- Finalista pucharu:
  - Turcji (2013)
  - Prezydenta Turcji (2004, 2005, 2013)
- Uczestnik rozgrywek TOP 8 Euroligi (2007)

Indywidualne
- MVP:
  - Pucharu ULEB (2008)
  - miesiąca Euroligi (styczeń 2012)
  - kolejki:
    - Euroligi (20 – 2005/06)
    - ligi rosyjskiej (4, 10 – 2010/11)[6]
- Zaliczony do:
  - II składu Euroligi (2012)
  - I składu rosyjskiej ligi PBL (2011)
- Uczestnik meczu gwiazd ligi:
  - rosyjskiej PBL (2011)
  - ligi tureckiej (2005, 2006)

Reprezentacja
- Uczestnik Eurobasketu (2005 – 13. miejsce, 2011 – 17. miejsce)